# Cumanacoa
Cumanacoa é uma cidade venezuelana, capital do município de Montes.